# 아우토반 62호선
아우토반 62호선(Bundesautobahn 62, BAB 62, A 62)은 논바일러에서 피르마젠스까지 이어주는 아우토반 노선으로, 총 연장은 79km이다. 기점에서는 아우토반 1호선과 직접 만나는 것 외에도 중간에 아우토반 6호선과도 연결된다. 또한 해당 고속도로는 1980년대 중반에 건설하였던 것으로 추정된다. 그 외에도 해당 고속도로는 훈스뤼크 중심부의 여러 도시, 마을 등과도 직접 연결된다.

## 주요 접촉 도로
- 아우토반 1호선
- 아우토반 6호선
- 아우토반 8호선

## 통과하는 도시
통과하는 도시들은 다음과 같다.
- 노펠덴
- 라이히바일러
- 쿠젤
- 란트슈툴
- 피르마젠스

## 갤러리

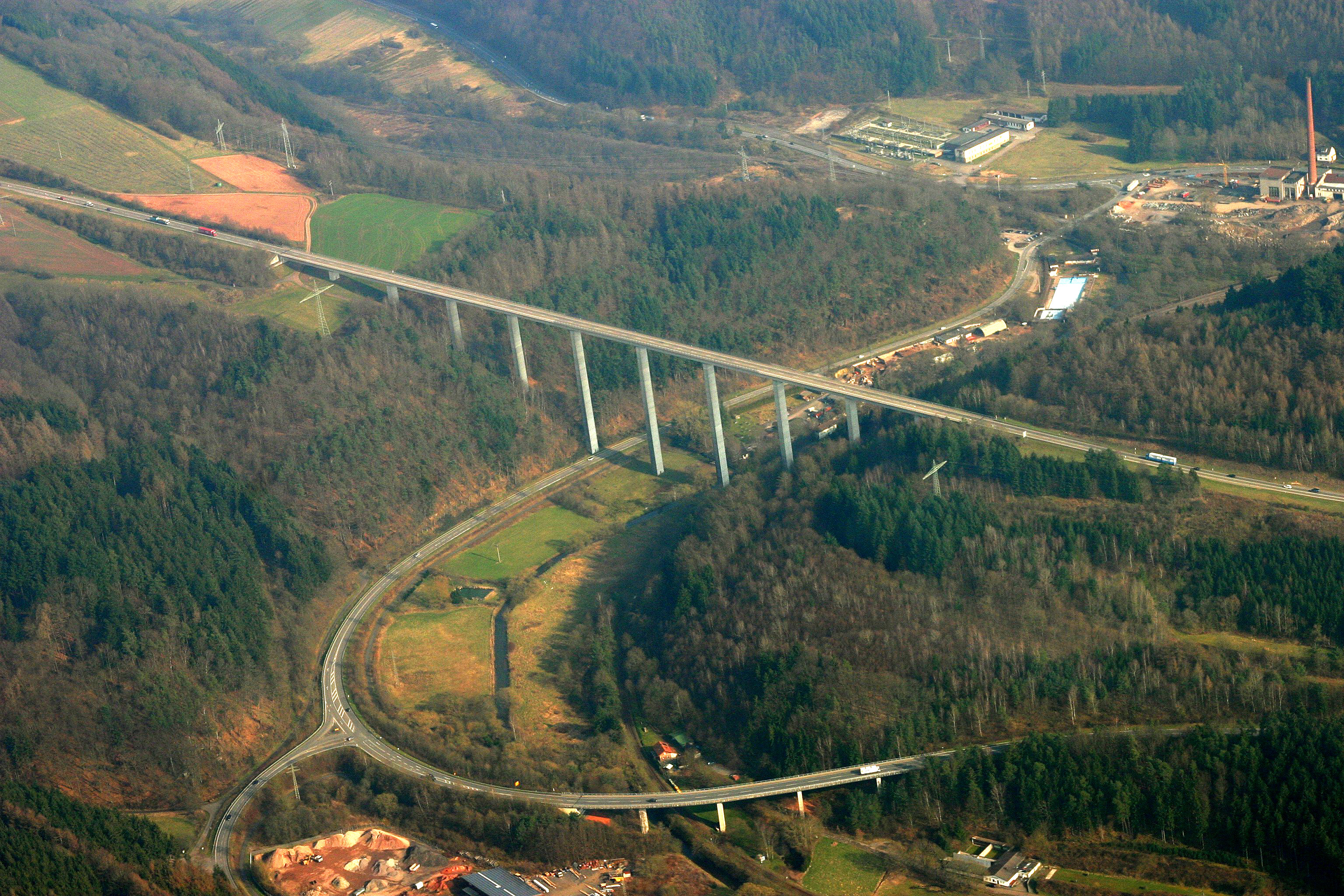
한국의 중앙고속도로나 중국의 롄훠 고속공로와 비슷하게 다리가 세워져 있는 아우토반 62호선. 이 도로의 배경을 봐도 거의 아찔하지만 만약 추락 사고가 일어난다면 사망에 이르게 될 수도 있다. 그래서 구릉 다리와 유사한 구조가 있다.